# Apristurus profundorum
Apristurus profundorum és un peix de la família dels esciliorrínids i de l'ordre dels carcariniformes.

## Morfologia
Els mascles poden arribar als 54,2 cm de longitud total.

## Reproducció
És ovípar.

## Distribució geogràfica
Es troba a les costes dels Estats Units, de Surinam i de l'Atlàntic oriental (Marroc i nord-oest d'Àfrica).